# مارتين بال (مصمم أزياء)
مارتين بال (بالهولندية: Martyn Bal)‏ هو مصمم أزياء هولندي، ولد في 19 مارس 1976.